# Свети Димитър (Арбанаси)
Вижте пояснителната страница за други значения на Свети Димитър.
„Свети Димитър“ е православна църква в централната част на село Арбанаси, България. 
„Свети Димитър“ е съграден в северозападната част на голям двор с площ около 5 дка. На разстояние 20 м североизточно от него има и една едноетажна църковна килия. Покривът на черквата е двускатен, като южният скат е по-широк. Самата тя е построена от ломен камък. На места има използвани дървени сантрачи (пояси) за изравняване на зидарията от вар, смесена с повечко пресят пясък.
Черквата е с две апсиди – голямата за нея, а малката за вградения в нея параклис. От украсата над апсидата на същинската църква времето е оставило само една малка част. До последното десетилетие на XIX век храмът е бил в неговият оригинален вид, а стенописната му украса е била изцяло запазена. По неизвестни причини през 1890 г. по-голямата част от зографията е замазана и баданосана с варов разтвор.
Църквата е разрушена в значителна степен при катастрофалното земетресение от 1913 г. Съборени са сводовете, северната и западната стени на притвора, както и почти цялата северна стена на параклиса и галерията. Молитвеният дом е частично реставриран първоначално през 30-те, а след това през 70-те години на XX век.
Укрепителните, консервационни и реставраторски дейности по спасяването на храма приключват през 2013 г. Това се явява следствие от проучвчния, започнчли през 2009 г. от работещия за Регионалния исторически музей във Велико Търново археолог проф. Хитко Вачев. Планирано е храмът да бъде превърнат в поредния музей на християнството в село Арбанаси.